# 埃林 (纽约州)
埃林（英語：Erin）是位于美国纽约州希芒县的一个镇，地处希芒县北部、埃尔迈拉以东。2010年美国人口普查时，该镇有1962人。“埃林”即爱尔兰之意，由早期来此定居的爱尔兰移民所起。